# Christof Heyns

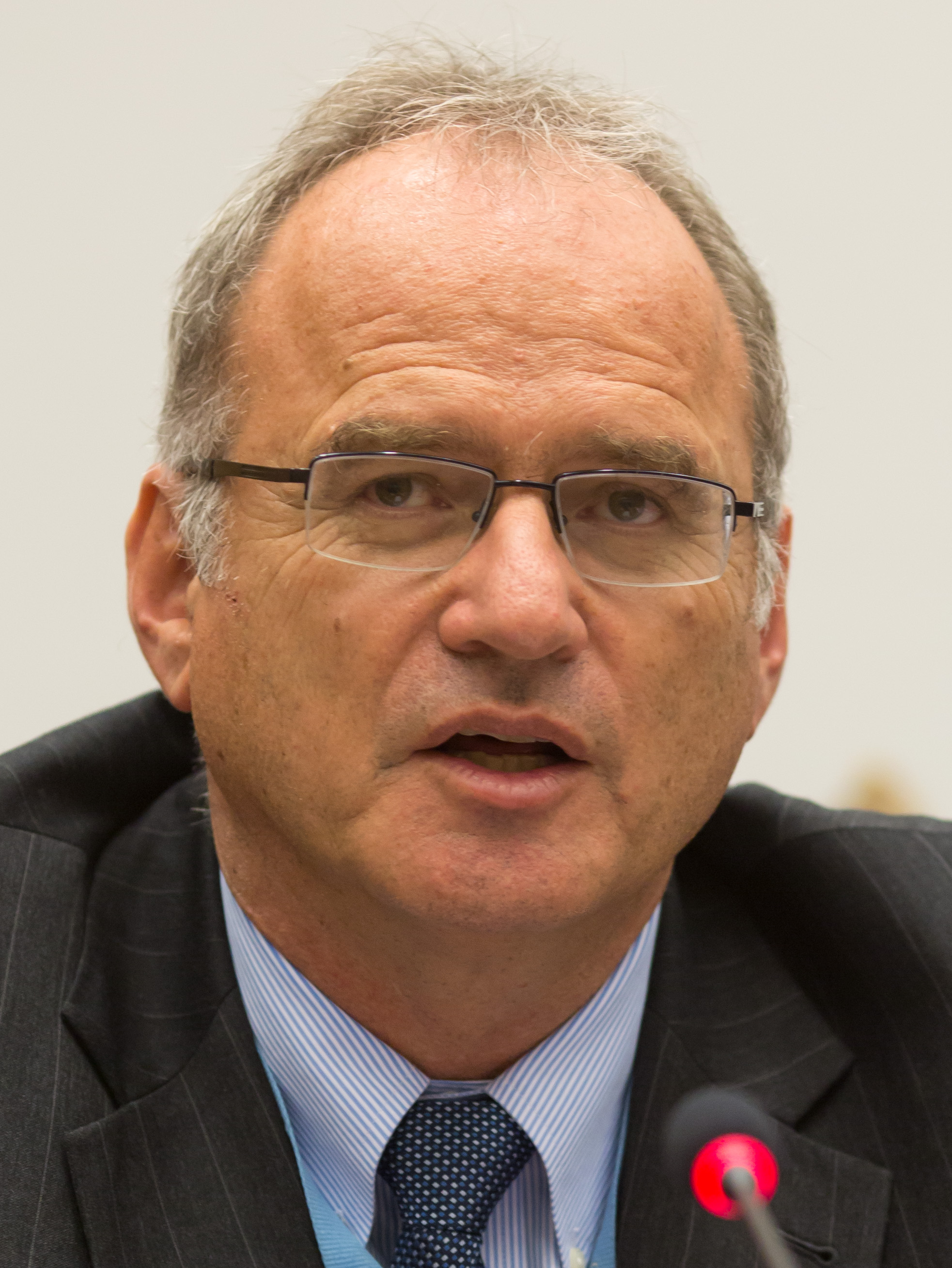
Christof Heyns, vor 2016

Christof Heyns (* 10. Januar 1959; † 28. März 2021) war ein südafrikanischer Rechtswissenschaftler. Er war Professor für Menschenrechtsfragen, Direktor des Instituts für Internationales und vergleichendes Recht in Afrika an der Universität Pretoria sowie UN-Sonderberichterstatter zu extralegalen, summarischen und willkürlichen Hinrichtungen. Christof Heyns besuchte als Professor die Akademie für Menschenrechte und humanitäres Recht des Washington College of Law (2006–2012) an der American University. Der ehemalige Direktor des Zentrums für Menschenrechte und Professor für Menschenrechtsfragen an der Rechtsfakultät der Universität Pretoria, die er auch als Dekan leitete, wurde im März 2016 von der südafrikanischen Regierung als Kandidat für den 18-köpfigen Menschenrechtsausschuss der Vereinten Nationen nominiert und am 23. Juni 2016 als Mitglied in New York gewählt.

## Werdegang
Heyns hatte die Abschlüsse MA LLB (Master der Rechtswissenschaften) von der Universität Pretoria, ein LLM (Master of Laws) von der Yale University (Juristischen Fakultät) und Ph.D. von der Witwatersrand-Universität. Er war auch Lehrbeauftragter an dem Washington College of Law der American University und ab 2005 Fellow im Gaststatus (Visiting Fellow) am Kellogg College an der University of Oxford.
Er war Direktor des Centre for Human Rights an der Juristischen Fakultät der Universität Pretoria, Dekan der Juristischen Fakultät an der Universität Pretoria, Gründender Chefredakteur der African Human Rights Law Reports sowie Berater für den UNHCHR (Hoher Kommissar der Vereinten Nationen für Menschenrechte, unter anderem über die Einrichtung eines regionalen Menschenrechtssystems in Südostasien), der Afrikanischen Union und der South African Human Rights Commission. Heyns stellte im Oktober 2011 bei der 66. Sitzung der Generalversammlung des dritten Komitees in New York seine Untersuchungsergebnisse vor. Unter anderem erwähnte er in seinem Bericht (A/66/330) die internationalen Normen, die auf das Vergehen mit tödlicher Gewalt bei Festnahmen zutrafen.

## Auszeichnungen
- Fulbright-Programm der Juristischen Fakultät der Universität Yale
- Alexander von Humboldt-Stiftung zum Max-Planck-Institut für ausländisches öffentliches Recht und Völkerrecht in Heidelberg
- University of Pretoria’s Chancellor’s Award for Teaching and Learning („Kanzlerpreis für Lehre und Bildung“ von der Universität Pretoria).[2]

## Vorlesungen
- United Nations: Human Rights Law in Africa in der Vorlesungsreihe der United Nations Audiovisual Library of International Law, auf www.legal.un.org (englisch)